# التهاب الرئة الخلالي اللانوعي
التهاب الرئة الخلالي اللانوعي (بالإنجليزية: Non-specific interstitial pneumonia)‏ (مختصره NSIP)، هو شكل من أشكال التهاب الرئة الخلالي مجهول السبب.

## الأعراض
تشمل الأعراض سعال وصعوبة في التنفس وإعياء.

## الأسباب
يعتقد أن التهاب الرئة الخلالي اللانوعي هو مرض مناعة ذاتية، وقد يكون من مضاعفات مرض نسيج ضام غير متمايز.